# Leah Schrager
Leah Schrager, född 13 oktober 1983, är en amerikansk performancekonstnär, erotisk konstnär, influerare och sexarbetare. Hon är mest känd för sitt alter ego "OnaArtist", som mellan 2015 och 2021 lockat 4,4 miljoner följare på Instagram.

## Biografi
Schrager har uppmärksammats för sitt provokativa foto- och bildkonstarbete, där hon via kropps- och sexpositivism och användande av den moderna bildkulturens klichéer velat utmana den manliga blicken. Mellan 2010 och 2015 presenterade hon sig med projektet Naked Therapy, under sin dåvarande pseudonym "Sarah White".
2015 skapade hon Instagram-kontot OnaArtist, med syftet att skapa en kändis som en del av ett konstexperiment. I rollen som OnaArtist har hon sedan dess lockat 4,4 miljoner följare, via en kombination av lättklädda utvikningsbilder (i gränslandet för Instagrams censurregler runt nakenhet) och experimentell erotisk konst med självobjektifiering som ett av flera stilmedel. Bland annat har hon lekt med "hemliga" avklädningsscener i stads- och gatumiljöer. Hon har även utforskat mötet mellan det konstnärliga uttrycket och pornografin, i rollen som webbkameramodell. Kontot på Instagram har sedan 2020 till stor del varit inaktivt, efter att Schrager övergått till nya projekt. Enligt egen utsago har hon delvis misslyckats med att medvetandegöra konstvärlden om den nya bildkulturens betydelse.
I rollen som OnaArtist har hon dock fortsatt att vara verksam på Onlyfans i mer avklätt skick. Onlyfans-kontot skapades, enligt uppgift, som ett sätt att finansiera hennes partners kostsamma cancerbehandling.
2018 lanserade hon via sitt personliga Instagram-konto projektet An American Dream. Här utspelades i meddelandeflödet en fiktiv berättelse med en erotisk artist och dennas osynliga och kontrollerande manliga chef "Man Hands". Målet var även här att utforska olika roller av makt och utsatthet.
Leah Schrager, som beskrivits som en sexpositiv feminist, uppmärksammades 2021 via sitt deltagande i den kollektiva fotoutställningen Nude på Fotografiska i Stockholm. Utställningen samlade 30 konstnärer och hade som fokus att utmana Den manliga blicken via det kvinnliga kameraögat.

## Del av grupputställningar (urval)[10]
- In the Raw – the Female Gaze on the Nude, Untitled Space, New York, USA (2016)
- One year of resistance, Manchester, Storbritannien (2018)
- Virtual Normality Netzkünstlerinnen 2.0, Museum der bildenden Künste, Leipzig, Tyskland (2018)
- Spring break art show 2018 – A stranger comes to town, New York, USA (2018)
- Link in Bio, Museum der bildenen Künste, Leipzig, Tyskland (2019)
- Nude, Fotografiska, Stockholm, Sverige (2021)